# Alípio de Freitas
Alípio Cristiano de Freitas ou Padre Alípio de Freitas (Bragança, 17 de fevereiro de 1929 – Lisboa, 13 de junho de 2017)  foi um jornalista e professor universitário português.

## Biografia
Nasceu em Bragança e cresceu em Vinhais (Bragança, Trás-os-Montes), foi padre em Portugal e revolucionário no Brasil, foi jornalista, promotor e dirigente de diversos movimentos sociais e associações cívicas. Pai da cantora brasileira Luanda Cozetti.
Ordenado padre em 1952, logo a seguir foi viver para junto dos pobres na Serra de Montesinho, e cinco anos depois aceitou um convite do arcebispo de Maranhão para viver no Brasil, onde deu aulas na universidade. Num subúrbio miserável de São Luís do Maranhão, fundou uma paróquia, uma escola, um posto médico. De início não celebrava missa e depois, quando o fez (em atenção ao arcebispo), celebrou-a em português, antecipando as orientações do Concílio Vaticano II.
Em 1962 foi a Moscovo, ao Congresso Mundial da Paz, onde privou com Pablo Neruda, a Pasionaria e Kruchtchev, donde regressou ao Brasil e finalmente rompeu com a hierarquia da Igreja. Apoiou a candidatura de Miguel Arraes ao governo de Pernambuco, o que lhe valeu ser raptado pelo exército e detido durante 40 dias. À saída naturalizou-se brasileiro, foi para o Rio de Janeiro, viveu nas favelas  e ajudou a fundar as Ligas Camponesas, um movimento radical que, entre outras iniciativas, organizava ocupações de terras.
Na sequência do golpe militar de 1964, pediu asilo político no México; depois, recebeu treino político-militar em Cuba, regressando clandestinamente ao Brasil em 1966. A partir daí percorreu o país de ponta a ponta, promovendo o movimento camponês. Foi um dos integrantes e mentores da Ação Popular (AP) . 
Em maio de 1970, quando era dirigente do Partido Revolucionário dos Trabalhadores, foi preso. Foi sujeito à tortura do sono durante 30 dias e todo o tipo de torturas usadas como simulação de afogamento, choques elétricos em todo corpo, nomeadamente nos órgãos genitais. Foi pendurado no pau de arara e sentado na cadeira do dragão e outras sevícias cruéis. Saiu da prisão em 1979, como apátrida. Logo depois, escreveu o livro Resistir é preciso.
Em 1981, foi viver para Moçambique, num projeto com camponeses, que foi visitado e elogiado por Samora Machel. O álbum de José Afonso, Com as Minhas Tamanquinhas, inclui uma canção-homenagem com o nome Alípio de Freitas. Carlos Amorim é autor do livro O assalto ao poder e a sombra da guerra civil no Brasil que aborda a resistência à ditadura militar e inclui a participação de Alípio de Freitas. Um dos comentários a esta notícia cita-o: "Trabalhadores, ontem vos ensinei a rezar e hoje aqui estou para ensiná-los a pegar em armas e lutar". Sem dúvida que era um homem corajoso e valente expressando-se desassombradamente, numa época em que todos tinham medo.
Ainda nos anos 1980, regressou a Portugal, entrando para a RTP, onde permaneceu até 1994, realizando, com Mário Zambujal, Carlos Pinto Coelho e José Nuno Martins, o programa Fim de Semana. Embora tenha continuado a passar por Moçambique e pelo Brasil, vivia em Portugal, onde dava aulas livres de Economia Política. Estava ligado ao Tribunal Mundial sobre o Iraque, assim como a diversos movimentos sociais, nomeadamente o Fórum Social Mundial. e associações cívicas, tais como a Associação José Afonso, de que foi fundador com o nº 7, a Casa do Brasil de Lisboa, de que foi fundador com o nº 1, Associação Abril e a Associação Mares Navegados.
Apesar das dificuldades, devido à cegueira, continuou a militar na defesa dos desprotegidos.
Em 2010, ingressou no Conselho Editorial do Jornal A Nova Democracia.
Faleceu a 13 de junho de 2017, em Lisboa, aos 88 anos de idade.